# Ordine di Sant'Alessandro
L'Ordine di Sant'Alessandro fu un ordine cavalleresco concesso dal regno di Bulgaria.

## Storia
L'Ordine venne fondato il 25 dicembre 1881 dal principe Alessandro I di Bulgaria per commemorare la sua ascesa al trono, dedicando appunto l'Ordine al proprio santo protettore. L'onorificenza veniva concessa a quanti si fossero dimostrati meritevoli verso la corona e verso la persona del principe (poi re) di Bulgaria. Dopo la caduta della monarchia bulgara, è stato soppresso come ordine statale e si è trasformato in ordine dinastico.

## Insegne
La medaglia dell'Ordine consisteva in una croce smaltata di bianco riportante in centro un medaglione smaltato di rosso con inscritto il nome di Alessandro, il tutto attorniato da un anello smaltato di bianco con inciso in oro il nome dell'Ordine. Sul retro, il medaglione bianco era circondato da un anello d'oro e riportava inscritta in lettere dorate la data del 15 febbraio 1878, data in cui formalmente Alessandro I accettò la reggenza del trono bulgaro. Il tutto era sormontato dalla corona reale bulgara.
La placca riprendeva le medesime decorazioni della medaglia ma era montata su una stella raggiante d'argento.
Il nastro dell'Ordine era rosso rubino.

## Gradi
L'Ordine constava dei seguenti gradi:
- Collare
- Cavaliere di Gran Croce
- Grand'Ufficiale
- Commendatore
- Ufficiale
- Cavaliere

## Insigniti notabili
- Giacomo Acerbo
- Mustafa Kemal Atatürk
- Radko Dimitriev
- Richard von Berendt
- Luigi D'Amato